# Tetartostylus acutus
Tetartostylus acutus är en insektsart som beskrevs av Heller och Rauno E. Linnavuori 1968. Tetartostylus acutus ingår i släktet Tetartostylus och familjen dvärgstritar. Inga underarter finns listade i Catalogue of Life.